# Brug 855
Brug 855 was een bouwkundig kunstwerk in Amsterdam-Zuidoost.
Dit werk werd gebouwd in de Burgemeester Stramanweg in de periode 1974 tot 1977. Een viaduct in Amsterdam Zuidoost betekende destijds vrijwel direct dat het een ontwerp van Dirk Sterenberg was, werkend voor de Dienst der Publieke Werken. Hij ontwierp voor Zuidoost bruggen in een serie (zoals de Dolingadreefbrug). Een brug als voormalige brug 855 is nog verspreid te vinden in die wijk. Ze zijn herkenbaar aan de landhoofden, de randplaten, liggers, leuningen en taluds. Daar waar andere bruggen na vijftig jaar nog gewoon dienst doen, had brug 855 een kortere levensduur.
De brug sneuvelde tijdens de voorbereidingen en bouw van de Johan Cruijff ArenA (1992-1995). De Burgemeester Stramanweg werd daarbij verbreed en kreeg een nieuwe brug (brug 1975 ter hoogte van De Passage) voordat ze onder dat stadion richting transferium verder ging. 
<<< · 801 · 802 · 803 · 804 · 805 · 808 · 811 · 812 · 813 · 814 · 815 · 816 · 817 · 818 · 819 · 820 · 821 · 822 · 823 · 824 · 825 · 826 · 827 · 828 · 829 · 830 · 831 · 832 · 833 · 834 · 835 · 836 · 837 · 838 · 839 · 840 · 841 · 842 · 844 · 845 · 846 · 848 · 849 · 850 ·  854 · 856 · 857 · 858 · 859 · 860 · 863 · 864 · 865 · 866 · 867 · 868 · 869 · 870 · 871 · 872 · 873 · 875 · 876 · 877 · 889 · 890 · 891 · 892 · 893 · 895 · 896 · 897 · 898 · 899 · >>>
Brugnummers 800, 806, 807, 809, 810, 843 (gesloopt, Uilenstede, Amstelveen), 847 (Uilenstede, Amstelveen) , 851 (gesloopt, Dirk Sterenberg), 852 (gesloopt, Dirk Sterenberg), 853 (gesloopt, Dirk Sterenberg), 855, 861, 862, 874, 878, 879, 880, 881, 882, 883, 884, 885, 886, 887, 888, 894 zijn niet (meer) vergeven.